# Struino
Struino (bulgariska: Струино) är ett distrikt i Bulgarien.   Det ligger i kommunen Obsjtina Sjumen och regionen Sjumen, i den nordöstra delen av landet, 290 km öster om huvudstaden Sofia.
Trakten runt Struino består till största delen av jordbruksmark. Runt Struino är det ganska tätbefolkat, med 149 invånare per kvadratkilometer.